# علي أباد (شبخوسلات)
علی أباد (بالفارسية: علی‌آباد) هي قرية تقع في إيران في قسم شبخوسلات الريفي. يقدر عدد سكانها بـ 198 نسمة .